# 潮音寺 (屏東縣)
21°55′46″N 120°44′13″E / 21.929543°N 120.736960°E
潮音寺，是位於臺灣屏東縣恆春鎮貓鼻頭的佛寺，也祭祀太平洋戰爭期間因船艦在巴士海峽被擊沉而身亡的日本與韓國人。

## 原由
二次大戰末期，1944年8月19日，開往馬尼拉的日軍運輸艦玉津丸於巴士海峽被美軍棘白鯧號潛艇擊沉，乘船部隊與船員共4820名，生還者僅65人，其中包含當時二十三歲的通信兵中嶋秀次，於海上漂流多日才被貓鼻頭居民救起。
貓鼻頭居民主動協助火化這些多為日、韓籍官兵的上千具屍體，共花了四天四夜才焚化完遺體。
參與救援任務的江新點、江新潭兄弟，當時住在舊稱「頂潭」、今恆春鎮大光里、台電核3廠出水口後方。江姓兄弟說，當時1944年冬不時有大體隨著洋流漂上岸，遍佈恆春半島海面，他倆加入救援行列，估計救起六十多員日軍。在日本警察指揮下，數千具遺體全部搬到出水口東側、現稱「小峇里」的海邊澆汽油焚燒，之後每日都有屍體漂上岸，燒了一個月。

## 建寺
多年來，中嶋秀次無法忘懷同袍在海上漂流時一個個死去的情景，也不時夢見他們，於是1981年捐出幾千萬元日幣，並向遺族募款，在當年被救上岸附近興建潮音寺，祭祀超過五千名在巴士海峽戰死的日本官兵，也成為其遺族寄託。當時目睹玉津丸沉沒的楊天富曾在恆春洽談潮音寺的中嶋秀次，兩人談及劫後餘生，不勝唏噓。
中嶋秀次購買寺廟土地時，因日本人不能在臺灣購買土地，所以產權登記在友人鄭永烈名下。1984年7月31日，鄭永烈去世後，土地由兒子鄭清炎繼承，後將此寺土地轉賣給莊淑萍，建物則登記在洪銀河名下。
莊淑萍想拆掉此寺蓋民宿，八旬的中嶋秀次經濟不富裕，就於2009年11月13日到貓鼻頭的潮音寺與她協調，訴說守護戰友是他一生的責任，不能眼看著仍長眠海底的戰友無家可歸，因此潮音寺絕不能消失。地方人士也望政府出面協助，讓此歷史建築能妥善處理。
對此糾紛，中嶋秀次委任高雄藝品公司負責人鍾佐榮處理，向屏東地方法院提起民事訴訟。2013年6月15日，中嶋秀次勝訴，該年10月21日去世。
NHK採訪人員於2015年7月31日專程到高雄訪問鍾佐榮講述潮音寺歷程，同年於台灣時間8月3日20點時播出。

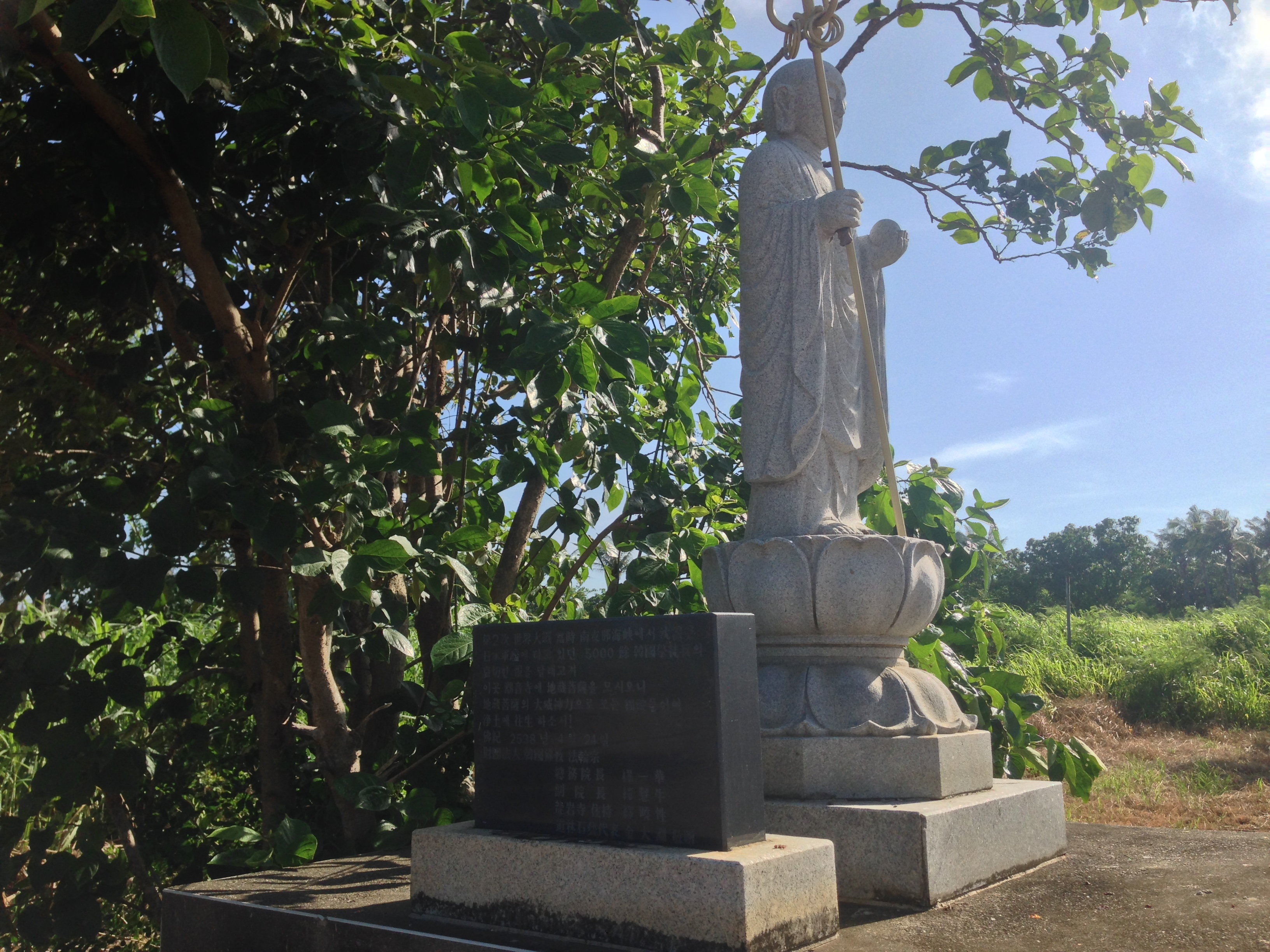
地藏王像
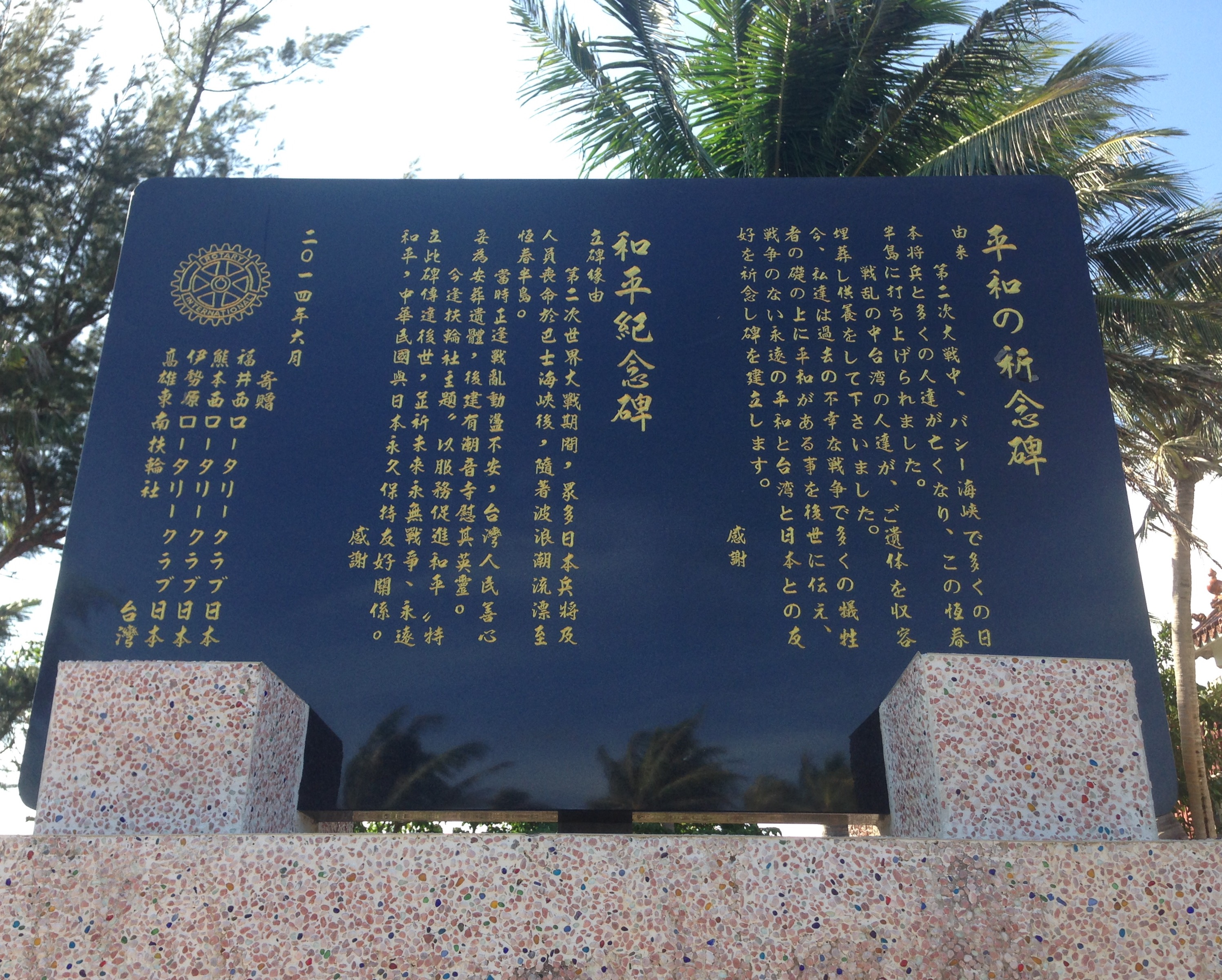
和平紀念碑文
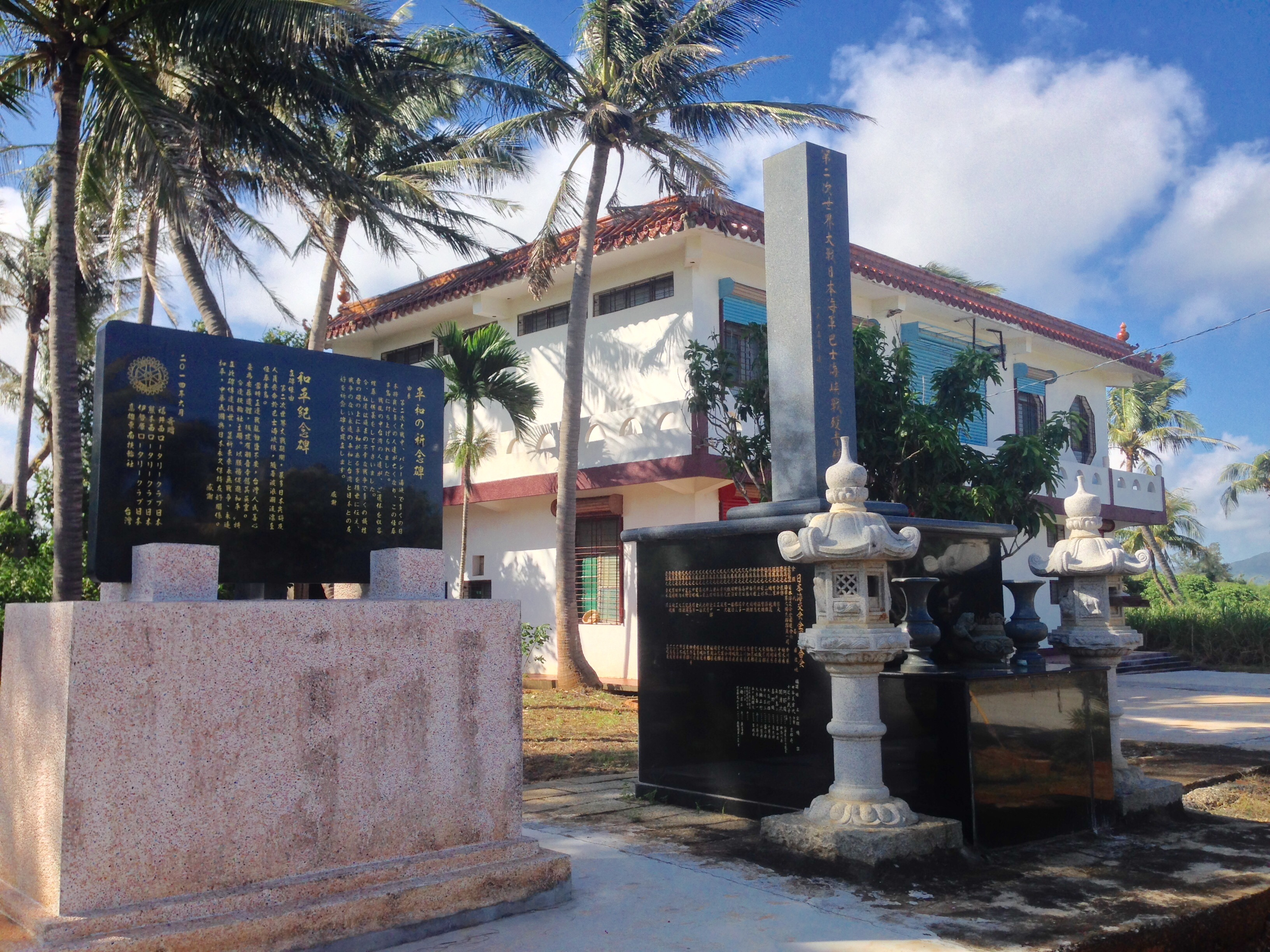
潮音寺與和平紀念碑

## 祭祀
國曆8月2日，為此寺慰靈祭之日。每年8月，中嶋秀次會親自前往祭拜同袍，多年來不曾間斷，但隨著遺族的死亡，前來祭拜的遺族每年都在減少。
2015年8月2日，巴士海峽戰後七十週年紀念，專程來此祭拜的日本各界人士特別多，出現近期日本人來訪高雄的最高峰。日本眾議院議員小泉進次郎、前眾議院議員西村真悟、前中華民國總統李登輝、高雄市長陳菊及議長康裕成等政界領袖也致送花籃到此寺。
該年全程記錄過程的文史工作者念吉成表示，潮音寺的歷史背景特殊，每年吸引數以百計日韓遺族到訪，但政府並不重視，盼能加入官方及台灣民間參與，並以學術研討會重現當年歷史。

## 挖掘
2020年，日本女子館量子來當地詢問當年軍人的埋葬地點，獲得念吉成、恆春鎮代吳壽宗等人協助，墾管處口頭同意手工挖掘，但仍須屏東縣府文資委員會審議。

## 外部連結
- 潮音寺管理委員会
- 巴士海峽戰歿者慰靈祭實行委員會 （页面存档备份，存于）